# Syczyn

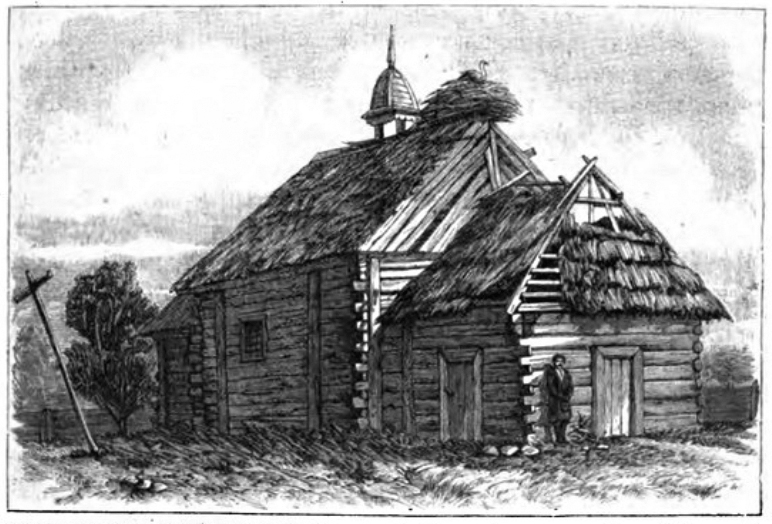
Nieistniejąca cerkiew w Syczynie

Syczyn – wieś w Polsce położona w województwie lubelskim, w powiecie chełmskim, w gminie Wierzbica.
Wieś jest sołectwem w gminie Wierzbica. Według Narodowego Spisu Powszechnego (III 2011 r.) wieś liczyła 429 mieszkańców i była czwartą co do liczby ludności miejscowością gminy.
Strażnik litewski Stanisław Potocki sprzedał w 1725 roku Syczyn, leżący w ziemi chełmskiej hetmanowi polnemu koronnemu i wojewodzie podlaskiemu Stanisławowi Mateuszowi Rzewuskiemu. W latach 1975–1998 miejscowość administracyjnie należała do województwa chełmskiego.

## Części wsi
| SIMC    | Nazwa    | Rodzaj    |
| ------- | -------- | --------- |
| 0109524 | Małoryta | część wsi |
| 1027099 | Popówka  | część wsi |
| 0109530 | Zaulica  | część wsi |